# Scotopteryx pseudocoarctata
Scotopteryx pseudocoarctata är en fjärilsart som beskrevs av Hoffmeyer 1940. Scotopteryx pseudocoarctata ingår i släktet backmätare, och familjen mätare. Inga underarter finns listade.